# Klimki (Węgorzewo)
Klimki (deutsch Klimken) ist ein Dorf und Schulzenamt in der Gmina Węgorzewo (deutsch Angerburg) im Powiat Węgorzewski (Kreis Angerburg). Es liegt in der Woiwodschaft Ermland-Masuren im Nordosten Polens.

## Geographische Lage

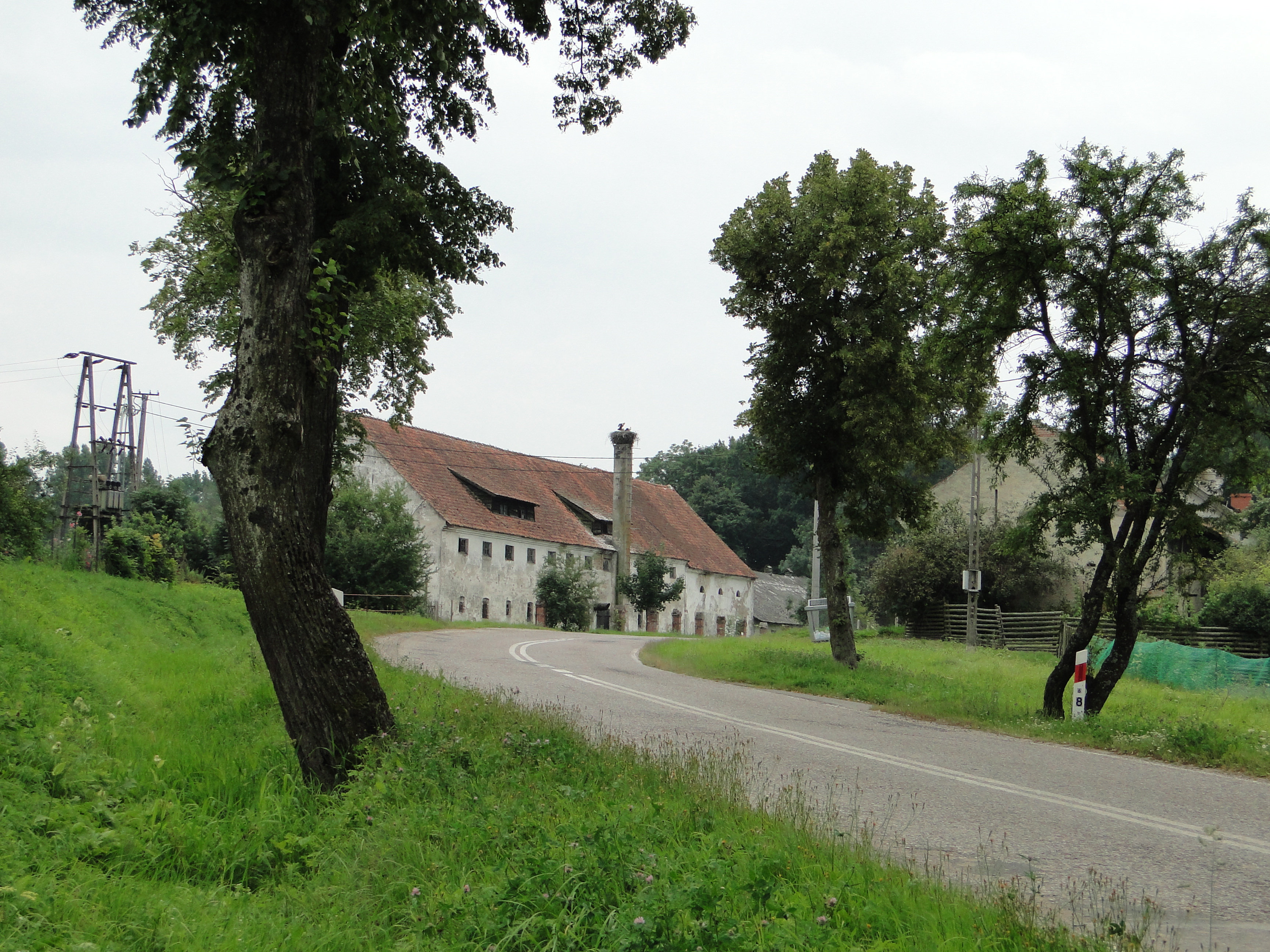
Die Landesstraße DK 63 in Klimki

Das Dorf Klimki liegt im masurischen Seengebiet auf dem Baltischen Landrücken nördlich des See Mamry (Mauersee). Östlich von Klimki fließt der Fluss Angrapa (polnisch Węgorapa, deutsch Angerapp), der in den Pregel mündet. Charakteristisch für die Landschaft sind zahlreiche Seen, Sümpfe, Teiche sowie Nadel- und Mischwälder.
Durch Klimki führt die polnische Landesstraße DK 63 (Teilabschnitt der einstigen deutschen Reichsstraße 131), die von der polnisch-belarussischen Staatsgrenze über Pisz (Johannisburg) – Giżycko (Lötzen) – Węgorzewo bis zur polnisch-russischen Staatsgrenze, wo ein Grenzübergang geplant ist, verläuft.
Bis 1945 war Klimken eine Bahnstation an der Bahnstrecke Gumbinnen–Angerburg, die seither nicht mehr in Betrieb ist.
Die Entfernung nach Węgorzewo beträgt sieben und nach Brzozowo (Brosowen, 1938 bis 1945 Hartenstein) acht Kilometer. Etwa acht Kilometer nördlich von Klimki verläuft die Staatsgrenze zwischen der Republik Polen und der russischen Oblast Kaliningrad. Der Grenzübergang Bezledy–Bagrationowsk ist 97 Kilometer entfernt.

## Geschichte
Ursprünglich war diese preußische Landschaft von den heidnischen Prußen (Nadrauen) bewohnt. Nach der Zwangschristianisierung gehörte das Gebiet ab 1243 zum Deutschordensstaat. Nach der Schlacht bei Tannenberg (1410) und dem Zweiten Frieden von Thorn im Jahr 1466 kam die Region zu Herzogtum Preußen. Am 10. Januar 1560 erhielt der Kämmerer Wilhelm Thüsel von Daltitz 40 Hufen Wald im Amte Angerburg, die erst den Ortsnamen Thüfelswohl, später Klimken führten. Nach 1772 wurde diese Region ein Teil des Königreichs Preußen und später der Provinz Preußen. Die Ortschaft Klimken gehörte von 1818 bis 1945 dem Landkreis Angerburg im Regierungsbezirk Gumbinnen an. 
Anfang Mai 1874 ist der Amtsbezirk Brosowen mit den Landgemeinden Alt Perlswalde, Brosowen, Neu Perlswalde und dem Gutsbezirk Klimken gebildet worden. Im Oktober 1928 wurde der Gutsbezirk Klimken in die Landgemeinde Gurren (polnisch Góry) im Amtsbezirk Olschöwen (Olszewo Węgorzewskie) eingegliedert.
Am 25. Januar 1945 wurde Klimken von der Roten Armee eingenommen und der sowjetischen Kommendantur unterstellt. Nach Kriegsende kam das Dorf zu Polen und heißt seither Klimki. In den Jahren 1975–1998 lag Klimki in der Woiwodschaft Suwałki und seit 1999 gehört zur Woiwodschaft Ermland-Masuren.

## Einwohnerentwicklung
- 1867: 073
- 1885: 080
- 1905: 053
- 1910: 053
- 2011: 188

## Religion
Mehrheitlich war die Bevölkerung Klimkens vor 1945 evangelischer Konfession und in die Kirche Olschöwen (1938 bis 1945 Kanitz, polnisch Olszewo Węgorzewskie) im Kirchenkreis Angerburg in der Kirchenprovinz Ostpreußen der Kirche der Altpreußischen Union eingepfarrt. Die Katholiken waren Glieder der Pfarrei Zum Guten Hirten in Angerburg im Dekanat Masuren II (Sitz: Johannisburg, polnisch Pisz) im Bistum Ermland.
Heute ist der größte Teil der Einwohner Klimkis katholischer Konfession und gehört zur Pfarrei in Węgielsztyn (Engelstein) mit der Kapelle in Perły (Perlswalde) im Dekanat Węgorzewo im Bistum Ełk (Lyck) der Römisch-katholischen Kirche in Polen. Die wenigen evangelischen Kirchenglieder gehören zur Kirchengemeinde in Węgorzewo, einer Filialgemeinde von Giżycko (Lötzen) in der Diözese Masuren der Evangelisch-Augsburgischen Kirche in Polen.

## Töchter und Söhne
- Helmut Salecker (* 1921), Physiker und Hochschullehrer, ab 1966 ordentlicher Professor für Theoretische Physik in München.[4]